# Arrest Lanaken
Het arrest Lanaken is een arrest van het Belgische Arbitragehof, nu Grondwettelijk Hof genoemd. Het was het eerste arrest waarbij het Hof zich bevoegd achtte om te antwoorden op een prejudiciële vraag over een instemmingsakte met een verdrag wegens vermeende schending van het gelijkheidsbeginsel in de Grondwet.

## Achtergrond
Het principe omtrent belastingen is het werkplaatsprincipe: men betaalt belastingen waar men werkt in plaats van waar men woont. In het dubbelbelastingverdrag van 1970 tussen België en Nederland was hierop (tot 2003) een uitzondering voor grensarbeiders, waarvoor wél het woonplaatsprincipe gold. Dit was echter niet van toepassing op personen die de Nederlandse nationaliteit bezaten en na 1 januari 1970 hun woonplaats naar België hadden overgebracht ("Nederbelgen"). Met andere woorden, wie de Nederlandse nationaliteit bezat, in België woonde en in Nederland werkte, moest wel in Nederland belastingen betalen en niet in België. Deze "uitzondering op een uitzondering" was er voornamelijk gekomen omdat het voor Nederlanders voordeliger was zich over de grens te vestigen en velen dit dan ook deden.
De gemeente Lanaken is een van zulke grensgemeenten waar dus veel Nederlanders wonen die geen Belgische belastingen betalen maar wel gebruikmaken van de gemeentelijke faciliteiten. Daarom besloot de gemeente in december 1983 voor het jaar erna een belasting op "niet-fiscale verblijfhouders" in te voeren. De deputatie van de provincie Limburg gaf echter een negatief advies, verwijzend naar het verdrag. De Vlaamse Gemeenschapsminister van Binnenlandse Aangelegenheden deelde mee dat de belastingverordening van Lanaken niet kon goedgekeurd worden, omdat het inderdaad in strijd is met het verdrag.

## Zaak
De gemeente Lanaken diende daarop in mei 1984 een verzoekschrift in bij de Raad van State waarbij de vernietiging van het besluit van de minister werd gevorderd. Vervolgens, in 1990, stelde de Raad van State een prejudiciële vraag aan het Arbitragehof, of de wet van 16 augustus 1971 al dan niet discriminerend is. Die wet betreft de (goedkeuring van de) overeenkomst tussen België en Nederland waarbij de dubbele belasting wordt vermeden.
Het Arbitragehof achtte zich bevoegd om te antwoorden op deze prejudiciële vraag over een instemmingsakte met een verdrag wegens vermeende schending van de artikelen 10 en 11 van de Grondwet (het gelijkheidsbeginsel; toen nog artikelen 6 en 6bis).
Aldus vernietigde de Raad van State het besluit van de minister niet.